# Léo Veloso
Leonardo Henrique Veloso (Pedro Leopoldo, 29 de maio de 1987) é um ex-futebolista brasileiro que atuava como lateral-esquerdo.

## Carreira
Léo Veloso iniciou suas atividades esportivas nas categorias de base do Atlético Mineiro de Belo Horizonte. A formação que recebeu permitiu-lhe uma carreira bastante promissora.

### Na Europa
Depois de jogar alguns anos na equipe reserva do Atlético Mineiro, mudou-se para a Holanda com sua esposa Bruna Cypriano Veloso, em janeiro de 2008. Assinou um contrato de dois anos e meio com o Willem II Tilburg. No primeiro semestre  não atuou na equipa principal, porque ainda tinha problemas de adaptação ao novo ambiente. Mas em 30 de agosto de 2008 fez sua estreia entre os titulares num jogo em casa contra o Ajax em que o Willem II venceu o adversário por 2–1.
Em fevereiro de 2010 transferiu-se para a Romênia onde foi contratado pelo CFR Cluj. Depois passou pela Ucrânia e em 2014 foi contratado pelo Goiás.
Em 2015 foi confirmado como reforço do Santa Cruz.

## Títulos
CFR Cluj
- Campeonato Romeno: 2009–10
- Copa da Romênia: 2009–10

Santa Cruz
- Campeonato Pernambucano : 2015